# چهارراه سیدعلی
چهار راه و محله سید علی از محله‌های قدیمی تهران است.

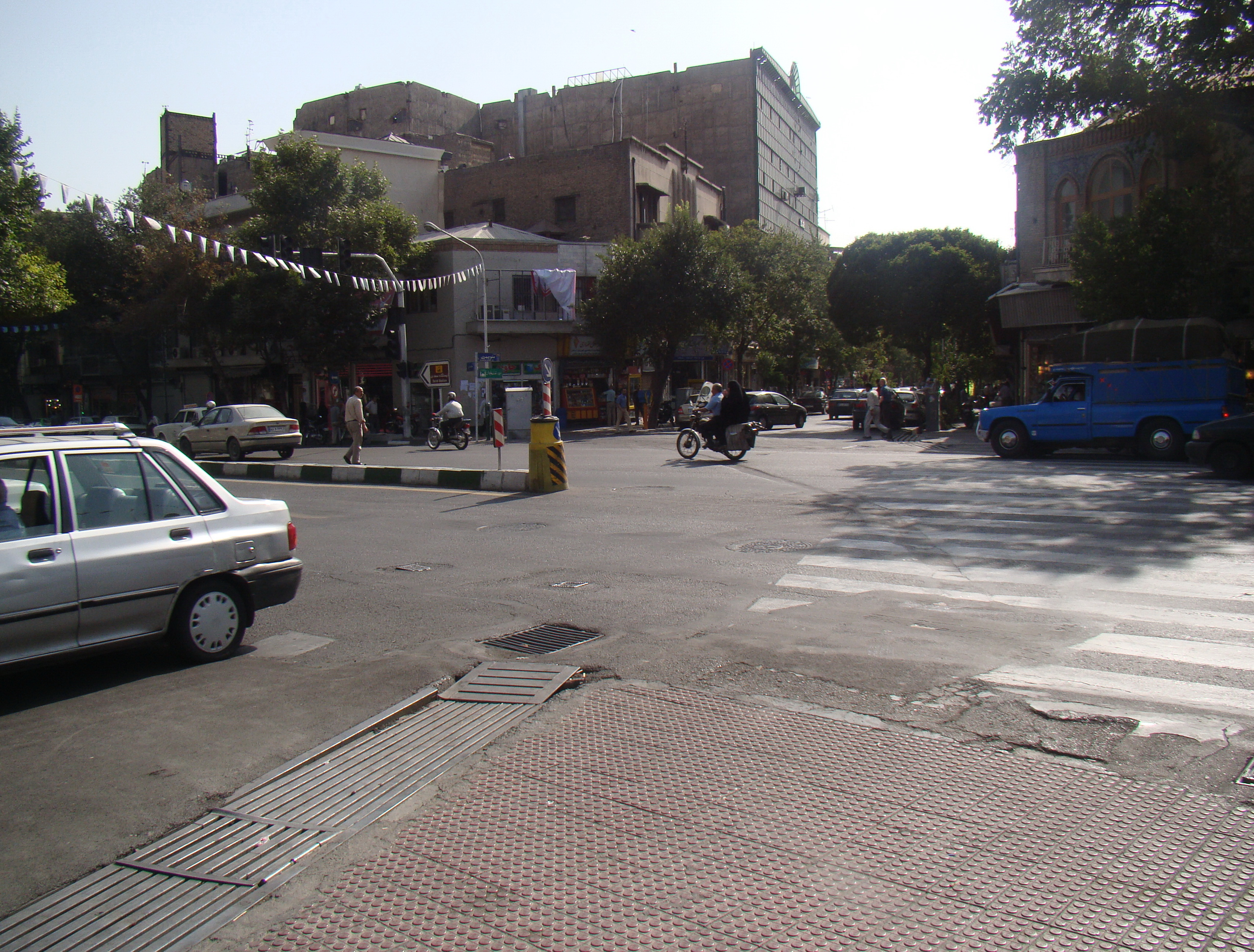
چهارراه سید علی تهران، شهریور ۱۳۸۹

این چهار راه در محله بهارستان تهران در خیابان سعدی شمالی تقاطع منوچهری و پیش از چهار راه مخبر الدوله قرار دارد و نقطه تلاقی خیابان‌هایی چون باغ سپهسالار، هدایت، سعدی و خیابان لاله زار است.

## تاریخچه محله
نام این محله منسوب به سید علی حق‌شناس کمیاب، پهلوان پایتخت و ایران در دهه‌های ۱۳۰۰ تا دهه ۱۳۲۰ خورشیدی است. 

اما دکتر سیدعلی حق‌شناس نویسنده و پژوهشگر تاریخ و نوهٔ پهلوان سیدعلی در گفتگوئی در خرداد ۱۴۰۴ این نام‌گذاری را اشتباه دانست و بیان داشت: «در رابطه با چهارراه سیدعلی و ارتباط آن با پدربزرگم تحقیقات مُوَسعی داشتم. این مسئله چند سالی طول کشید. چون تقریباً تمام جوانب حاکی از درستی نام‌گذاری این چهارراه به نام ایشان بود … شخصاً دریافتم ارتباط چهارراه سیدعلی با پدربزرگم تقریباً صفر درصد است.»

## محله در حال حاضر

سردر بانک ملی ایران، شعبه چهارراه سید علی

در حال حاضر بانک‌های واقع در این منطقه شامل ملی (شعبه چهارراه سیدعلی - کد ۴۰۲)، صادرات (شعبه چهارراه سیدعلی - کد ۲۹۴)، تجارت (شعبه چهارراه سیدعلی - کد ۲۶۶) به نام شعبه سید علی فعال بوده و کوچه متصل کننده محله هدایت و خیابان سعدی به نام  «سیدعلی قهوه چی» می‌باشد.

## مشاهیر
امیرعباس هویدا از نخست‌وزیران ایران در دوره پهلوی دوم، در این محله به دنیا آمده‌ است.